# Fritz Theodor Bruun
Frederik (Fritz) Theodor Bruun, född 18 december 1835 i Köpenhamn, död 29 september 1906, var en dansk trädgårdsmästare.
Bruun, som var son till kommendörkapten Palle Chr. Bruun, bedrev först polytekniska studier, men övergick till trädgårdsväsendet och avlade trädgårdsexamen 1857. Han var därefter under flera år anställd vid Botanisk Have i Köpenhamn samt vid Kew Gardens i England, varifrån han återvände hem för att vid  första infanteriregiment delta i dansk-tyska kriget 1864. Han vistades därefter under några år i Spanien som föreståndare för flera stora trädgårdar, främst hos hertigen av Frías och hos hertigen av Fernán-Núñez och blev kunglig slottsträdgårdsmästare vid Bernstorffs slott 1868. Han var även under lång tid docent vid Rosenborgs slotts trädgårdsskola, skrev åtskilliga bidrag till trädgårdstidskrifter och trädgårdsavdelningen i det 1877–1883 utgivna verket Landbrugs-Ordbog.